# بخش مرکزی شهرستان تربت جام
بخش مرکزی شهرستان تربت جام یکی از بخش‌های شهرستان تربت جام در استان خراسان رضوی ایران است.

## تقسیمات کشوری
- بخش مرکزی شهرستان تربت جام
  - دهستان جامرود
  - دهستان جلگه موسی‌آباد
  - دهستان میان‌جام

شهرها: تربت جام

## جمعیت
بنابر سرشماری مرکز آمار ایران، جمعیت بخش مرکزی شهرستان تربت جام در سال ۱۳۸۵ برابر با ۱۲۷۵۶۴ نفر بوده است.